# Реактивная система управления
Реактивная система управления (англ. Reaction Control System, RCS) — система двигателей ориентации, предназначенная для управления пространственным положением корабля и/или выполнения манёвров в космическом пространстве.

## Реактивная система управления на корабле «Спейс шаттл»
Система двигателей ориентации, установленная на американском многоразовом космическом корабле «Спейс шаттл» состоит из набора небольших ракетных двигателей, которые подразделяются на передний и задний ряды. Передний ряд размещён в носовой части фюзеляжа аппарата и состоит из 14 основных и 2 верньерных двигателей, а 
задний в двух блоках OMS/RCS на хвостовой части, вместе c двигателями системы орбитального маневрирования и состоит из 12 основных и двух верньерных двигателей[прояснить] на каждом блоке OMS/RCS. 
Двигатели реактивной системы управления работают на самовоспламеняющейся паре монометилгидразин/азотный тетраоксид. Топливо и окислитель подаются в камеру сгорания под действием давления газообразного гелия, подающегося из двух гелиевых баков.
Основные двигатели рассчитаны приблизительно на 100 полётов и способны выдержать почти 20 000 запусков и 12 800 секунд суммарного времени работы, тяга одного двигателя составляет 387 Н в вакууме, отношение окислителя к топливу может составлять от 1,6 до 1, давление в камере сгорания 10,48 бар. 
Они могут работать в режиме устойчивой тяги от одной до 150 секунд максимум, при этом непрерывная работа в ходе одного полёта может составлять 800 секунд максимум, для заднего ряда RCS вместе с X-двигателями, и, максимум 300 секунд для переднего ряда RCS без X-двигателей, также как в импульсном режиме с минимальным временем импульса тяги от 0,08 секунд, выше 38,1 км над поверхностью Земли. Большое количество основных двигателей обеспечивает достаточное резервирование. 
Степень расширения основных двигателей RCS варьируется от 22:1 до 30:1.
Повторное использование верньерных двигателей зависит от сроков эксплуатации камер сгорания. Они способны выдержать 330 000 запусков и 12 800 секунд суммарного времени работы. Верньерные двигатели могут работать в режиме максимальной устойчивой тяги от одной до 125 секунд максимум, также как в импульсном режиме с минимальным временем импульса тяги от 0,08 секунд. Верньерные двигатели используются для тонкого управления положением корабля и для долговременной стабилизации пространственного положения. Их степень расширения варьируется от 20:1 до 50:1. 
Верньерные двигатели не дублируются.